# Bombekanonchalup Nr. 1-23
Bombekanonchalup Nr. 1-23 var en serie små kanonbåde, forsynet med en enkelt kraftig kanon, og beregnet til nærforsvar samt til angreb på søforter og andre befæstninger. De blev bygget i perioden 1831-46 og flere af dem gjorde tjeneste i de to slesvigske krige. Den store besætning skyldes, at der krævedes en del mandskab til at ro bådene frem, når sejlene ikke kunne benyttes.

## Tekniske data

### Generelt
- Længde: 20,9 m
- Bredde: 4,6 m
- Dybdegående: 1,3 m
- Bemanding: 64

### Armering
- Artilleri: 1 stk 60 pund bombekanon

## Tjeneste
- Nr. 1, bygget 1831, udgået 1870, solgt 1871.
- Nr. 2, bygget 1834, udgået 1870, solgt 1871.
- Nr. 3, bygget 1837, udgået 1870, solgt 1871.
- Nr. 4, bygget 1837, udgået 1870, solgt 1871.
- Nr. 5, bygget 1837, udgået 1870, solgt 1871.
- Nr. 6, bygget 1838, udgået 1870, solgt 1871.
- Nr. 7, bygget 1838, udgået 1870, solgt 1871.
- Nr. 8, bygget 1838, udgået 1870, solgt 1871.
- Nr. 9, bygget 1838, udgået 1870, solgt 1871.
- Nr. 10, bygget 1839, udgået 1870, solgt 1871.
- Nr. 11, bygget 1839, udgået 1870, solgt 1871.
- Nr. 12, bygget 1840, udgået 1870, solgt 1871.
- Nr. 13, bygget 1840, udgået 1870, solgt 1871.
- Nr. 14, bygget 1840, udgået 1870, solgt 1871.
- Nr. 15, bygget 1842, udgået 1870, solgt 1871.
- Nr. 16, bygget 1842, udgået 1870, solgt 1871.
- Nr. 17, bygget 1843, udgået 1870, solgt 1871.
- Nr. 18, bygget 1843, udgået 1870, solgt 1871.
- Nr. 19, bygget 1843, sprængt ved Als 20. juni 1864.
- Nr. 20, bygget 1844, udgået 1870, solgt 1871.
- Nr. 21, bygget 1845, udgået 1870, ombygget til lastpram 1872.
- Nr. 22, bygget 1845, udgået 1870, ombygget til lastpram 1871.
- Nr. 23, bygget 1846, udgået 1870, ombygget til lastpram 1871.